# Населення Нігеру
Населення Нігеру. Чисельність населення країни 2015 року становила 18,045 млн осіб (62-ге місце у світі). Чисельність нігерців стабільно збільшується, народжуваність 2015 року становила 45,45 ‰ (1-ше місце у світі), смертність — 12,42 ‰ (23-тє місце у світі), природний приріст — 3,25 % (4-те місце у світі) . 

## Природний рух

### Відтворення
Народжуваність у Нігері, станом на 2015 рік, дорівнює 45,45 ‰ (1-ше місце у світі). Коефіцієнт потенційної народжуваності 2015 року становив 6,76 дитини на одну жінку (1-ше місце у світі). Рівень застосування контрацепції 13,9 % (станом на 2012 рік). Середній вік матері при народженні першої дитини становив 18,1 року, медіанний вік для жінок — 20-24 року (оцінка на 2012 рік).
Смертність в Нігері 2015 року становила 12,42 ‰ (23-тє місце у світі).
Природний приріст населення в країні 2015 року становив 3,25 % (4-те місце у світі).

### Вікова структура

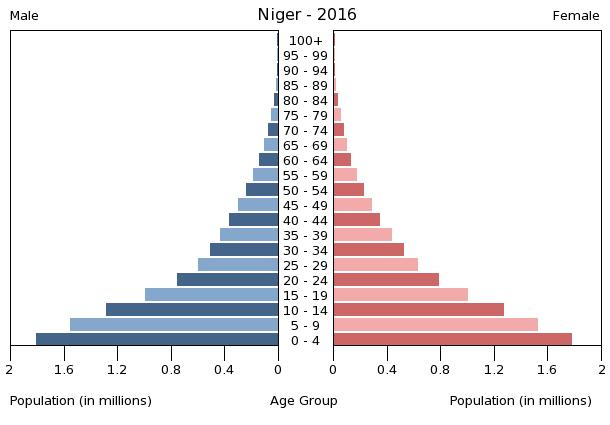
Віково-статева піраміда населення Нігеру, 2016 рік

Середній вік населення Нігеру становить 15,3 року (229-те місце у світі): для чоловіків — 15,2, для жінок — 15,4 року. Очікувана середня тривалість життя 2015 року становила 55,13 року (209-те місце у світі), для чоловіків — 53,9 року, для жінок — 56,39 року.
Вікова структура населення Нігеру, станом на 2015 рік, мала такий вигляд:
- діти віком до 14 років — 49,57 % (4 512 526 чоловіків, 4 431 944 жінки);
- молодь віком 15—24 роки — 18,61 % (1 658 537 чоловіків, 1 699 924 жінки);
- дорослі віком 25—54 роки — 25,92 % (2 336 655 чоловіків, 2 341 599 жінок);
- особи передпохилого віку (55—64 роки) — 3,26 % (305 363 чоловіки, 283 647 жінок);
- особи похилого віку (65 років і старіші) — 2,64 % (242 025 чоловіків, 233 509 жінок)[1].

### Шлюбність— розлучуваність
Середній вік, коли чоловіки беруть перший шлюб, дорівнює 23,1 року, жінки — 15,7 року, загалом — 19,4 року (дані за 2006 рік).

## Розселення
Густота населення країни 2015 року становила 15,7 особи/км² (211-те місце у світі).

### Урбанізація
Нігер низькоурбанізована країна. Рівень урбанізованості становить 18,7 % населення країни (станом на 2015 рік), темпи зростання частки міського населення — 5,14 % (оцінка тренду за 2010—2015 роки).
Головні міста держави: Ніамей (столиця) — 1,09 млн осіб (дані за 2015 рік).

### Міграції
Річний рівень еміграції 2015 року становив 0,56 ‰ (138-ме місце у світі). Цей показник не враховує різниці між законними і незаконними мігрантами, між біженцями, трудовими мігрантами та іншими.

#### Біженці й вимушені переселенці
Станом на 2016 рік, в країні постійно перебуває 68,3 тис. біженців з Нігерії, 60,79 тис. з Малі. У той самий час у країні, станом на 2015 рік, налічується 137,3 тис. внутрішньо переміщених осіб через конфлікт з туарегами, Нігерським рухом за правосуддя, угрупованням Боко харам на півдні.
Значні рівні міграції населення з Нігеру йдуть у напрямку Лівії, яка своєю чергою є воротами для міграції в Європу. Перетин пустелі Сахари є складним етапом міграції, що спричиняє загибель багатьох мігрантів від спеки при поломці транспорту. Мігранти перетинають пустелю в переповненому транспорті, часто, маючи лише декілька літрів води з собою. Станом на кінець 2018 року, за офіційною статистикою, близько 6600 смертей африканців спричинене ризиком перетинання пустелі, за іншими відомостями, така цифра неточна, оскільки лише за 2018 рік число смертей сягало 1400 загиблих.
Нігер є членом Міжнародної організації з міграції (IOM).

## Расово-етнічний склад
| Етнічний склад (2006 рік) | Етнічний склад (2006 рік) | Етнічний склад (2006 рік) | Етнічний склад (2006 рік) | Етнічний склад (2006 рік) |
| ------------------------- | ------------------------- | ------------------------- | ------------------------- | ------------------------- |
| Етнос:                    |                           |                           | Відсоток:                 |                           |
| хауса                     | хауса                     |                           | 53.1%                     | 53.1%                     |
| сонгаї                    | сонгаї                    |                           | 21.2%                     | 21.2%                     |
| туареги                   | туареги                   |                           | 11%                       | 11%                       |
| фульбе                    | фульбе                    |                           | 6.5%                      | 6.5%                      |
| канурі                    | канурі                    |                           | 5.9%                      | 5.9%                      |
| ґурма                     | ґурма                     |                           | 0.8%                      | 0.8%                      |
| араби                     | араби                     |                           | 0.4%                      | 0.4%                      |
| тубу                      | тубу                      |                           | 0.4%                      | 0.4%                      |
| інші                      | інші                      |                           | 0.9%                      | 0.9%                      |

Головні етноси країни (оціночні дані за 2006 рік):
- хауса — 53,1 %
- сонгаї (зарма) — 21,2 %
- туареги — 11 %
- фульбе — 6,5 %
- канурі — 5,9 %
- ґурма — 0,8 %
- араби — 0,4 %
- тубу — 0,4 %
- інші — 0,9 %.

## Мови
| Мови Нігеру (2015 рік) | Мови Нігеру (2015 рік) | Мови Нігеру (2015 рік) | Мови Нігеру (2015 рік) | Мови Нігеру (2015 рік) |
| ---------------------- | ---------------------- | ---------------------- | ---------------------- | ---------------------- |
| Мова:                  |                        |                        | Відсоток:              |                        |
| французька             | французька             |                        | %                      | %                      |
| хауса                  | хауса                  |                        | %                      | %                      |
| джерма                 | джерма                 |                        | %                      | %                      |

Офіційна мова: французька. Інші поширені мови: хауса, джерма.

## Релігії
| Релігії в Нігері (2015 рік) | Релігії в Нігері (2015 рік) | Релігії в Нігері (2015 рік) | Релігії в Нігері (2015 рік) | Релігії в Нігері (2015 рік) |
| --------------------------- | --------------------------- | --------------------------- | --------------------------- | --------------------------- |
| Віросповідання:             |                             |                             | Відсоток:                   |                             |
| мусульмани                  | мусульмани                  |                             | 80%                         | 80%                         |
| християни                   | християни                   |                             | 20%                         | 20%                         |

Головні релігії й вірування, які сповідує, і конфесії та церковні організації, до яких відносить себе населення країни: іслам — 80 %, місцеві вірування і християнство — 20 % (станом на 2015 рік).

## Освіта
Рівень письменності 2015 року становив 19,1 % дорослого населення (віком від 15 років): 27,3 % — серед чоловіків, 11 % — серед жінок.
Державні витрати на освіту становлять 6,8 % ВВП країни, станом на 2014 рік (101-ше місце у світі). Середня тривалість освіти становить 5 років, для хлопців — до 6 років, для дівчат — до 5 років (станом на 2012 рік).

## Охорона здоров'я
Забезпеченість лікарями в країні на рівні 0,02 лікаря на 1000 мешканців (станом на 2008 рік). Загальні витрати на охорону здоров'я 2014 року становили 5,8 % ВВП країни (74-те місце у світі).
Смертність немовлят до 1 року, станом на 2015 рік, становила 84,59 ‰ (7-ме місце у світі); хлопчиків — 89,12 ‰, дівчаток — 79,92 ‰. Рівень материнської смертності 2015 року становив 553 випадків на 100 тис. народжень (14-те місце у світі).
Нігер входить до складу ряду міжнародних організацій: Міжнародного руху (ICRM) і Міжнародної федерації товариств Червоного Хреста і Червоного Півмісяця (IFRCS), Дитячого фонду ООН (UNISEF), Всесвітньої організації охорони здоров'я (WHO).

### Захворювання
Потенційний рівень зараження інфекційними хворобами в країні дуже високий. Найпоширеніші інфекційні захворювання: діарея, гепатит А, черевний тиф, малярія, гарячка денге, шистосомози, менінгококовий менінгіт, сказ (станом на 2016 рік).
2014 року було зареєстровано 51,8 тис. хворих на СНІД (60-те місце в світі), це 0,49 % населення в репродуктивному віці 15—49 років (68-ме місце у світі). Смертність 2014 року від цієї хвороби становила 3,4 тис. осіб (42-ге місце у світі).
Частка дорослого населення з високим індексом маси тіла 2014 року становила 3,7 % (180-те місце у світі); частка дітей віком до 5 років зі зниженою масою тіла становила 37,9 % (оцінка на 2012 рік). Ця статистика показує як власне стан харчування, так і наявну/гіпотетичну поширеність різних захворювань.

### Санітарія
Доступ до облаштованих джерел питної води 2015 року мало 100 % населення в містах і 48,6 % в сільській місцевості; загалом 58,2 % населення країни. Відсоток забезпеченості населення доступом до облаштованого водовідведення (каналізація, септик) (станом на 2015 рік):
- у містах — 37,9 %
- у сільській місцевості — 4,6 %
- загалом по країні — 10,9 %.

Споживання прісної води, станом на 2005 рік, дорівнює 0,98 км³ на рік, або 70,53 тонни на одного мешканця на рік: з яких 30 % припадає на побутові, 3 % — на промислові, 67 % — на сільськогосподарські потреби.

## Соціально-економічне становище
Співвідношення осіб, що в економічному плані залежать від інших, до осіб працездатного віку (15—64 роки) загалом становить 113 % (станом на 2015 рік): частка дітей — 107,5 %; частка осіб похилого віку — 5,5 %, або 18,2 потенційно працездатного на 1 пенсіонера. Загалом ці показники характеризують рівень потреби державної допомоги в секторах освіти, охорони здоров'я і пенсійного забезпечення, відповідно. За межею бідності 1993 року перебувало 63 % населення країни. Розподіл доходів домогосподарств у країні має такий вигляд: нижній дециль — 3,7 %, верхній дециль — 28,5 % (станом на 2007 рік).
Станом на 2014 рік у країні 15,2 млн осіб не мали доступу до електромереж; 15 % населення має доступ, в містах цей показник дорівнює 62 %, у сільській місцевості — 4 %. Рівень проникнення інтернет-технологій надзвичайно низький. Станом на липень 2015 року в країні налічувалось 401 тис. унікальних інтернет-користувачів (145-те місце у світі), що становило 2,2 % загальної кількості населення країни.

### Трудові ресурси
Загальні трудові ресурси 2015 року становили 6,3 млн осіб (69-те місце у світі). Зайнятість економічно активного населення у господарстві країни розподіляється таким чином: аграрне, лісове і рибне господарства — 90 %; промисловість і будівництво — 6 %; сфера послуг — 4 % (1995). 1,557 млн дітей у віці від 5 до 14 років (43 % загальної кількості) 2006 року були залучені до дитячої праці. Безробіття 2014 року дорівнювало 5,1 % працездатного населення, 2013 року — 5,1 % (53-тє місце у світі); серед молоді у віці 15—24 років ця частка становила 2,3 %, серед юнаків — 4,4 %, серед дівчат — 0,8 %.

## Кримінал

### Торгівля людьми
Згідно зі щорічною доповіддю про торгівлю людьми (англ. Trafficking in Persons Report) Управління з моніторингу та боротьби з торгівлею людьми Державного департаменту США, уряд Нігеру докладає значних зусиль у боротьбі з явищем примусової праці, сексуальної експлуатації, незаконною торгівлею внутрішніми органами, але законодавство відповідає мінімальним вимогам американського закону 2000 року щодо захисту жертв (англ. Trafficking Victims Protection Act’s) не в повній мірі, країна перебуває у списку другого рівня.

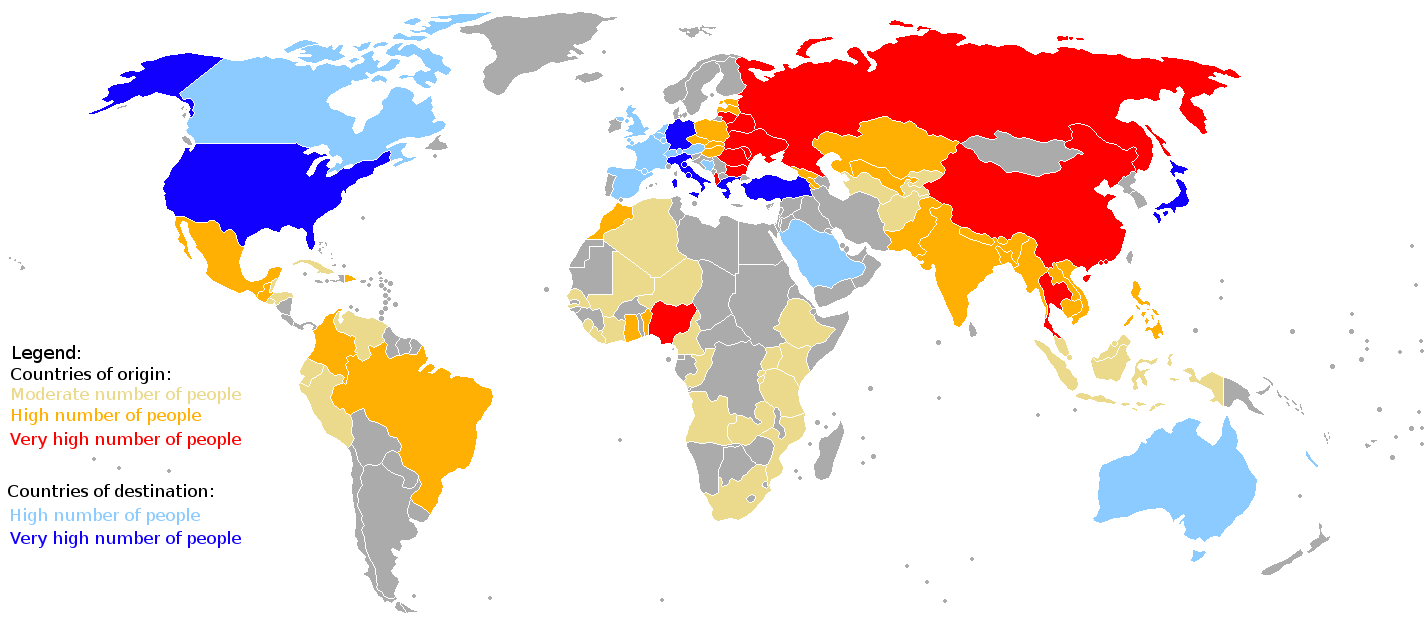
Країни-донори (червоний) і країни-реципієнти кримінальних потоків  (англ.)
Глобальна боротьба з торгівлею людьми (англ.)

## Гендерний стан
Статеве співвідношення (оцінка 2015 року):
- при народженні — 1,03 особи чоловічої статі на 1 особу жіночої;
- у віці до 14 років — 1,02 особи чоловічої статі на 1 особу жіночої;
- у віці 15—24 років — 0,98 особи чоловічої статі на 1 особу жіночої;
- у віці 25—54 років — 1 особи чоловічої статі на 1 особу жіночої;
- у віці 55—64 років — 1,08 особи чоловічої статі на 1 особу жіночої;
- у віці за 64 роки — 1,04 особи чоловічої статі на 1 особу жіночої;
- загалом — 1,01 особи чоловічої статі на 1 особу жіночої[1].

## Демографічні дослідження
Демографічні дослідження у країні ведуться рядом державних і наукових установ:

### Українською
- Атлас. 10—11 клас. Економічна і соціальна географія світу / упорядники :  О. Я. Скуратович, Н. І. Чанцева. — К. : ДНВП «Картографія», 2010. — ISBN 978-966-475-639-3.
- Атлас світу / голов. ред. І. С. Руденко ; зав. ред. В. В. Радченко ; відп. ред. О. В. Вакуленко. — К. : ДНВП «Картографія», 2005. — 336 с. — ISBN 9666315467.
- Безуглий В. В. Економічна і соціальна географія зарубіжних країн : Навчальний посібник. — К. : ВЦ «Академія», 2007. — 704 с. — ISBN 978-966-580-239-6.
- Безуглий В. В., Козинець С. В. Регіональна економічна і соціальна географія світу : Навчальний посібник. — видання 2-ге, доп., перероб. — К. : ВЦ «Академія», 2007. — 688 с. — ISBN 966-580-144-9.
- Головченко В. І., Кравчук О. Країнознавство: Азія, Африка, Латинська Америка, Австралія і Океанія. — К., 2006. — 335 с. — ISBN 966-8939-04-2.
- Гудзеляк І. І. Географія населення: Навчальний посібник / І. Гудзеляк. — Л. : Видавничий центр ЛНУ імені Івана Франка, 2008. — 232 с. — ISBN 978-966-613-599-8.
- Дахно І. І. Країни світу: Енциклопедичний довідник / І. І. Дахно, С. М. Тимофієв. — К. : Мапа, 2011. — 606 с. — (Бібліотека нового українця) — ISBN 978-966-8804-23-6.
- Дахно І. І. Економічна географія зарубіжних країн : навчальний посібник. — К. : Центр учбової літератури, 2014. — 319 с. — ISBN 978-611-01-0682-5.
- Джаман В. О. Регіональні системи розселення: демографічні аспекти. — Чернівці : Рута, 2003. — 392 с. — ISBN 9665685988.
- Дорошенко Л. С. Демографія: Навчальний посібник. — К. : МАУП, 2005. — 112 с. — ISBN 966-608-442-2.
- Дубович І. А. Країнознавчий словник-довідник. — 5-те вид., перероб. і доп. — К. : Знання, 2008. — 839 с. — ISBN 978-966-346-330-8.
- Економічна і соціальна географія країн світу. Навчальний посібник / За ред. Кузика С. П. — Л. : Світ, 2002. — 672 с. — ISBN 966-603-178-7.
- Загальна медична географія світу / В. О. Шевченко [та ін.] — К. : [б.в.], 1998. — 178 с.
- Книш М. М., Мамчур О. І. Регіональна економічна і соціальна географія світу (Латинська Америка та Карибські країни, Африка, Азія, Океанія) : навч. посіб. — Л. : ЛНУ ім. Івана Франка, 2013. — 368 с. — ISBN 978-617-10-0007-0.
- Крисаченко В. С. Динаміка населення: Популяційні, етнічні та глобальні виміри. — К. : Видавництво Національного інституту стратегічних досліджень, 2005. — 368 с. — ISBN 966-554-083-1.
- Любіцева О. О., Мезенцев К. В., Павлов С. В. Географія релігій. — К. : АртЕК, 1999. — 504 с. — ISBN 966-505-006-0.
- Масляк П. О. Країнознавство. — К. : Знання, 2007. — 292 с. — (Вища освіта XXI століття)
- Масляк П. О., Дахно І. І. Економічна і соціальна географія світу / П. О. Масляк, І. І. Дахно ; за ред. П. О. Масляка. — К. : Вежа, 2003. — 280 с. — ISBN 966-7091-53-8.

### Російською
- (рос.) Нигер // Демографический энциклопедический словарь / главн. ред. Валентей Д. И. — М. : Советская энциклопедия, 1985. — 608 с.
- (рос.) Нигер // Африка: энциклопедический справочник [в 2-х тт.] / гл. ред. А. Громыко. — М. : Советская энциклопедия, 1987. — Т. 2. — 671 с.
- (рос.) Нигер // Страны и народы. Африка. Западная и Центральная Африка / Редкол. : М. Б. Горнунг, Г. Б. Старушенко (отв. ред.) и др. — М. : «Мысль», 1979. — 301 с. — (Страны и народы) — 180 тис. прим.
- (рос.) Атлас народов мира / Отв. ред. С. И. Брук и В. С. Апенченко. — М. : ГУГК ГГК СССР и Институт этнографии им. Н. Н. Миклухо-Маклая АН СССР, 1964. — 185 с. — 20 тис. прим.
- (рос.) Численность и расселение народов мира. Этнографические очерки / под ред. С. И. Брука. — М. : Издательство АН СССР, 1962. — 487 с.
- (рос.) Лаппо Г. М. География городов: Учебное пособие для географических факультетов вузов. — М. : Туманит, изд. центр ВЛАДОС, 1997. — 476 с. — ISBN 5-691-00047-0.
- (рос.) Ягельский А. География населения. — М. : Прогресс, 1980. — 383 с.